# 赫瓦爾島
赫瓦爾島（發音：[xvâːr]，查方言：或，羅馬化：Pharos）是克羅埃西亞的一個島嶼，位於亞德里亞海內，達爾馬提亞離岸，布拉奇島、科爾丘拉島和維斯島之間，長約68 km（42.25 mi）的狹長海島，最東端距克羅埃西亞本土僅有6公里。島上雖然有一道東西走向的中生代石灰岩和白云岩的山嶺，但在沿岸卻異常地有着一大片肥沃的平地，還有新鮮的水泉。山邊覆蓋着松林，還有葡萄園、橄欖園、果園及種滿了薰衣草的農地。這裡氣候的特點是冬季溫和，夏季暖和，還每天都有數小時的日照。2021年島上有人口10,678人，使該島在克羅地亞有人居住島嶼成為排行第四的人口最稠密島嶼。
赫瓦爾島位處於亚得里亚海的航行路線的中心，使本島長久以來成為往來貿易的重要基地，不管是橫跨亞得里亞海間與意大利的貿易，還是往來更遠大的地中海貿易。赫瓦爾島從史前時代已有人定居，從新石器时代時帶有標誌性特徵陶器的赫瓦爾文化群體，然之後的伊利里亚人，到公元前384年古希腊在今日的斯塔里格勒建立的法羅斯殖民地，使之成為欧洲其中一個最古老的城鎮。